# Oriol Soler i Castanys
Oriol Soler i Castanys (Ripollet, 1969) és un empresari del cooperativisme català.

## Trajectòria

### Cultural i periodística
Actualment és director general d'Abacus.
Durant la seva trajectòria cultural i periodistica ha estat fundador del Grup Cultura 03. Com a director general d'aquest grup, entre 2003 i 2008 va impulsar la creació de projectes com Ara Llibres i les revistes Sàpiens i Time Out Barcelona. El 2008 fou substituït per Anna Xicoy, per passar a ser-ne conseller delegat.
Va ser fundador i primer president de la fundació Escacc (Espai Català de Cultura i Comunicació) i impulsor del Baròmetre de la Comunicació i la Cultura, amb Salvador Cardús. El 2008 fou nomenat membre del Consell Social de la UAB, càrrec que mantindria fins al juny de 2014.
Més endavant va coordinar (essent-ne Cultura03 el principal accionista minoritari) la creació del diari Ara, del qual fou president, conseller delegat i editor entre 2010 i 2012, quan va ser substituït per Ferran Rodés.
L'any 2018 va esdevenir president del grup Cultura03 canviant la seva denominació a SOM* fins que es va fusionar amb Abacus al juny de 2021.
També ha exercit de membre de la junta de l'Institute for Advanced Architecture of Catalonia i del Grup Clade.

### Política
El 2014 va ser el director de la campanya Ara és l'hora a la consulta del 9N impulsada per l'Assemblea Nacional Catalana i Òmnium Cultural i co-director de la campanya de Junts pel Sí a la campanya a les eleccions del 27S de 2015. També va col·laborar en temes de comunicació pel referèndum sobre la independència de Catalunya de 2017.
El 28 d'octubre de 2020 fou detingut en el marc de l'Operació Vólkhov, una actuació policial de la Guàrdia Civil.